# Garnett Brown
Garnett Brown (31. ledna 1936 – 9. října 2021) byl americký jazzový pozounista.
Narodil se v Memphisu a studoval na Arkansaské univerzitě v Pine Bluff. Později docházel na Kalifornskou univerzitu v Los Angeles, kde studoval filmovou a elektronickou hudbu. Roku 1974 byl časopisem Down Beat označen za nejlepšího pozounistu. Roku 1989 se jako dirigent a orchestrátor podílel na filmu Harlem Nights. Během své kariéry spolupracoval s mnoha hudebníky, mezi něž patřili například Yusef Lateef, Gene Ammons, Charles McPherson, Les McCann a Herbie Hancock.